# ائتلاف ۱۴ مارس

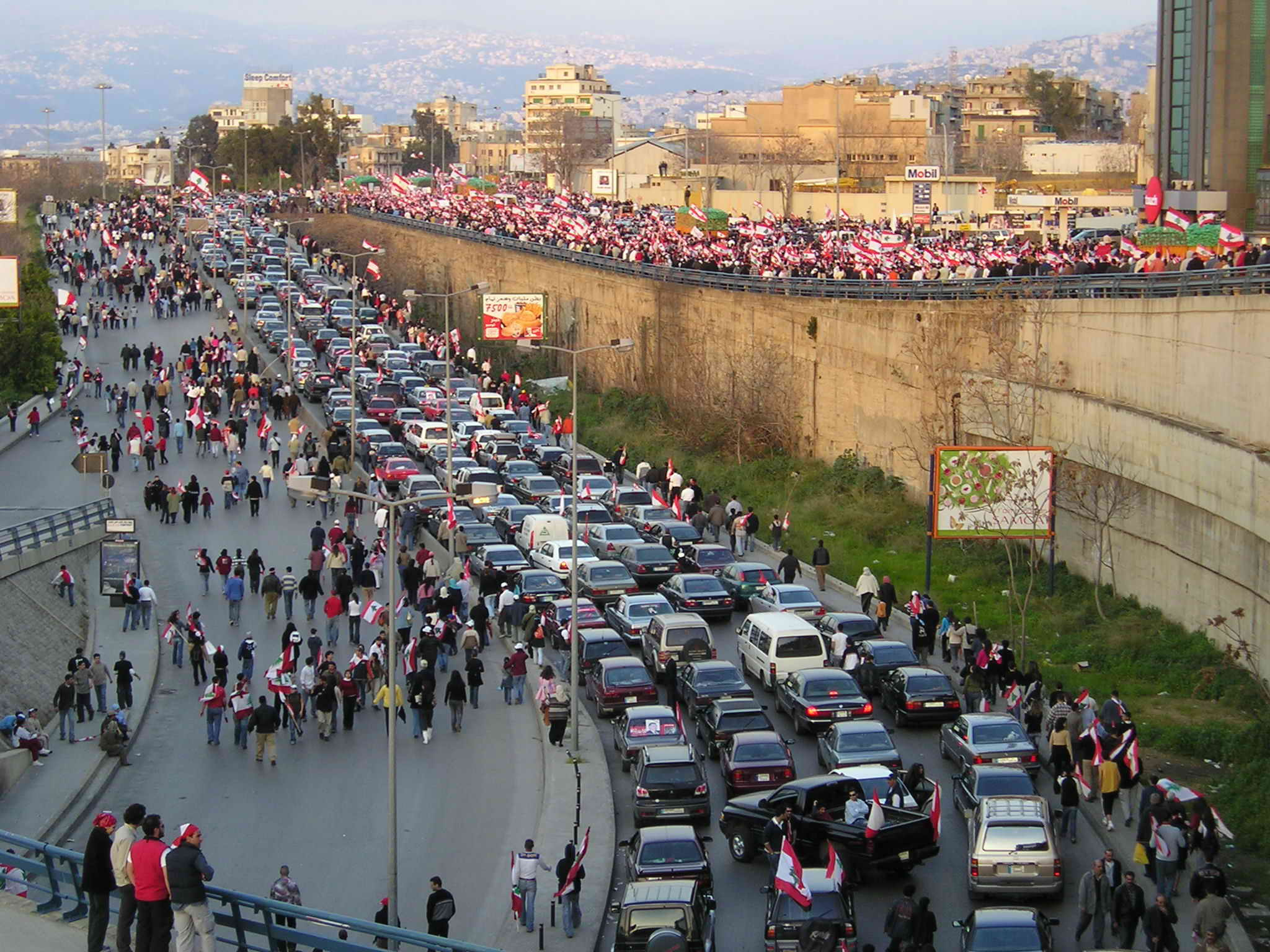
تظاهرات ۱۴ مارس ۲۰۰۵ در بیروت

ائتلاف ۱۴ مارس (به عربی: تحالف 14 آذار) ائتلاف احزاب سیاسی ضد سوری و احزاب مستقل در لبنان است که در سال ۲۰۰۵ شکل گرفت. این اتحاد پس از تظاهرات بزرگ بیروت در روز ۱۴ مارس سال ۲۰۰۵ شکل گرفت. این راهپیمایی به دعوت گروه‌های مختلفِ مخالف با حضور نظامی سوریه در لبنان و یک ماه پس از ترور رفیق حریری نخست‌وزیر سابق این کشور برگزار شد. ریاست این گروه را سعد حریری فرزند رفیق حریری، سمیر جعجع، رئیس نیروهای لبنانی و ولید جنبلاط بر عهده دارند. در انتخابات پارلمانی ماه مه سال ۲۰۰۵ میلادی این گروه اکثریت کرسی‌های مجلس را به دست گرفت. شکل گیری این گروه منجر به خروج نیروهای سوری از لبنان پس از ۲۹ سال و اتحاد جریان‌های اهل تسنن، دروزی‌ها و احزاب مسیحی شد.

## احزاب و رهبران
| حزب                         | نام عربی و تلفظ                                                    | ایدئولوژی                             | پایه‌های مذهبی اکثریت | کرسی‌های پارلمان (۲۰۰۹) |
| --------------------------- | ------------------------------------------------------------------ | ------------------------------------- | -------------------- | ---------------------- |
| جنبش آزادی                  | Harakat el Istiklel حرکة الإسنقلال                                 | محافظه‌کاری ناسیونالیسم                | مسیحیت مارونی        | ۰                      |
| جریان مستقبل                | Tayyar Al Mustaqbal تیار المستقبل                                  | محافظه‌کاری لیبرالیسم                  | اهل تسنن             | ۲۶                     |
| القوات اللبنانیه            | al-quwāt al-lubnāniyah القوات اللبنانیة                            | دموکراسی مسیحی ناسیونالیسم            | مسیحیت مارونی        | ۸                      |
| حزب فالانژ لبنان            | Hizb al-Kataeb al-Lubnāniyya حزب الکتائب اللبنانیة                 | ناسیونالیسم محافظه‌کاری ملی            | مسیحیت مارونی        | ۵                      |
| حزب سوسیال دموکرات هنچاکیان | Hizb al-Henchag حزب الهنشاق (حزب الهنشاق الدیمقراطی الإجتماعی)     | سوسیال دموکراسی                       | ارمنی‌های لبنان       | ۲                      |
| حزب لیبرال دموکرات ارمنی    | Hizb al-Ramgavar حزب الرمغفار (الحزب الدیمقراطی اللیبرالی الأرمنی) | لیبرالیسم                             | ارمنی‌های لبنان       | ۱                      |
| جنبش چپ دموکراتیک (لبنان)   | Harakat Al-Yassar ll-Dimoqrati حرکة الیسار الدیمقراطی              | سوسیالیسم دمکراتیک سوسیال دموکراسی    | سکولاریسم            | ۱                      |
| جماعت اسلامی (لبنان)        | Al-Jamaa Al-Islamiya الجماعة الإسلامیة                             | اسلام‌گرایی                            | اهل تسنن             | ۱                      |
| تجدد دموکراتیک (لبنان)      | Harakat al-Tajaddod al-Dimoqrati حرکة التجدد الدمقراطی             | لیبرالیسم لیبرالیسم اجتماعی اصلاح‌طلبی | سکولاریسم            | ۰                      |
| بلوک میهنی لبنان            | Hizb al-Kitla al-Wataniya حزب الکتلة الوطنیة                       | محافظه‌کاری ناسیونالیسم                | مسیحیت مارونی        | ۰                      |
| جنبش آزاد شیعی              | Tayyar el-Shi'i el-Horr التیار الشیعی الحرّ                         | اصلاح‌گری دینی در اسلام                | شیعیان لبنان         | ۰                      |
| حزب اتحاد سریانی (لبنان)    | Hizb al Ittihad al Siryāni حزب الاتحاد السریانی                    | Assyrianism                           | آشوری‌ها/آشوری‌ها      | ۰                      |
| حزب شورایا                  | Hizb Al-Shurāya                                                    | سریانی‌گرایی                           | آشوری‌ها              | ۰                      |
| حزب صلح لبنان               | Hizb as-Salām al-Lubnāny حزب السلام اللبنانی                       | صلح‌جویی                               | سکولاریسم            | ۰                      |